# 조니 미첼
로버타 조앤 "조니" 미첼(혼전성 앤더슨(Anderson), 영어: Roberta Joan "Joni" Mitchell, CC, 1943년 11월 7일~)은 캐나다의 음악가이자 화가이다. 기타나 피아노를 연주하며 노래를 하는 싱어송라이터이다. 포크, 팝, 록, 재즈를 넘나드는 미첼의 곡들은 로맨스, 혼란, 환멸, 기쁨 등과 함께 종종 사회적 이슈나 환경 문제를 다루기도 한다. 조니 미첼은 9개의 그래미 어워드를 비롯한 다수의 상을 수상했으며 1997년 록앤롤 명예에 전당에 올랐다. <롤링스톤>지는 그녀에 대해 "가장 위대한 작곡가 중 하나"라고 극찬했으며 올뮤직에서는 "조니 미첼은 20세기 후분 가장 중요하고 영향력있는 여성 음악인으로 우뚝 설 것이다"라고 했다.

## 약력
미첼은 사스카추안의 사스카툰을 비롯한 캐나다 서부지역의 나이트 클럽에서 노래하기를 시작했고 이어 온타리오주의 토론토로 자리를 옮겨 길거리 버스킹이나 나이트 클럽에서 활동했다. 1965년 미국으로 이주한 미첼은 투어 공연을 시작했다. 그녀가 만든 곡들인 <Urge for Going>, <Chelsea Morning>, <Both Sides, Now>, <The Circle Game> 등을 다른 포크 가수들이 노래하며 알려지게 되면서 미첼은 리프라이즈 레코드와 계약을 맺을 수 있게 되었고 1968년 데뷔 앨범 《Song to a Seagull》을 세상에 내놓게 된다. 캘리포니아 남부에 자리를 잡은 미첼은 〈Big Yellow Taxi>나 <Woodstock> 같은 곡들을 통해 당시의 시대와 세대 정신의 형성에 일조를 했다. 1971년의 앨범 《Blue》는 종종 조니 미첼 최고의 음반으로 꼽히는데 <롤링스톤>지의 "역대 최고 앨범 500"에 30위로 선정되기도 했다. 2000년 <뉴욕타임즈>지는 이 앨범에 대해 20세기 팝음악에 있어 그 절정과 전환점이 된 앨범 25개 중 하나로 소개했다. 2017년 NPR(미국공영라디오)은 《Blue》를 여성이 만든 가장 위대한 앨범 1위에 선정했다. 다섯 번째 앨범인 《For the Roses》는 1972년 발매되었고 이후 조니 미첼은 레이블을 바꾸면서 좀 더 팝의 색감에 재즈적인 멜로디을 가미하는 실험을 시작했다. 1975년 앨범 《Court and Spark》는 <Help Me>와 <Free Main in Paris> 두 곡을 성공시키면서 그녀의 베스트셀러 앨범이 된다.
1975년 미첼의 보컬 음색은 메조소프라노에서 좀 더 음역이 넓어진 콘트랄토로 확장되었다. 그녀의 독특한 피아노와 오픈튠 기타 음색에 더하여 재즈, 록앤롤, 알앤비, 클래식, 비서구계 비트 등의 요소들을 도입하면서 좀더 음악적 영역이 확장되며 화음과 리듬에 있어 더욱 정교한 음악들이 나왔다. 1970년대 말에는 뛰어난 재즈 음악인들인 자코 파스토리우스, 웨인 쇼터, 허비 핸콕, 팻 메스니 같은 이들과 작업을 했고 찰스 밍거스는 자신의 마지막 앨범에 그녀를 초청하여 함께 했다. 나중에 그녀는 다시금 팝음악 쪽으로 선회하면서 일렉트로닉 뮤직도 도입하고 또 정치적 시위에도 참여했다. 1996년 폴라음악상을, 2002년 44회 그래미 어워드에서 평생업적상을 수여했다.
조니 미첼은 자신의 앨범 대부분에 제작자로도 활약했고 특히 1970년대 나온 앨범들은 모두 그녀가 제작했다.  음악산업 전반에 대해 비판하며 그녀는 투어 공연을 중단했고 2007년 17번째 앨범이 마지막으로 그녀가 곡을 쓰고 녹음한 앨범이 되었다. 시각 예술을 공부한 경력이 있는 미첼은 자신의 앨범들 커버도 대부분 직접 디자인했는데 그녀는 자신을 "주변 여건으로 인해 탈선한 미술가"라고 표현하기도 했다.

## 음반
- 《Song to a Seagull》(1968)
- 《Clouds》(1969)
- 《Ladies of the Canyon》(1970)
- 《Blue》(1971)
- 《For the Roses》(1972)
- 《Court and Spark》(1974)

## 서훈
- 2002년 캐나다 훈장 컴패니언(CC)